# Besleria kalbreyeri
Besleria kalbreyeri är en tvåhjärtbladig växtart som beskrevs av Karl Fritsch. Besleria kalbreyeri ingår i släktet Besleria och familjen Gesneriaceae. Inga underarter finns listade i Catalogue of Life.